# Berlandina denisi
Berlandina denisi är en spindelart som beskrevs av Roewer 1961. Berlandina denisi ingår i släktet Berlandina och familjen plattbuksspindlar.
Artens utbredningsområde är Afghanistan. Inga underarter finns listade.